# Runtastic
Runtastic GmbH — компания, специализирующаяся на разработке программного и аппаратного обеспечения в сфере фитнеса. Основанная на движении Quantified Self, она сочетает в себе мобильные приложения, социальные сети и геймификацию. Фитнес-приложение для смартфонов и оборудование, разработанное и продаваемое компанией, позволяют записывать спортивные занятия. Эти данные используются для создания статистики, которую пользователь может использовать для анализа. Компания является дочерней компанией Adidas AG с августа 2015 года.

## История
В ходе проекта, реализованного в Университете прикладных наук Верхней Австрии для Всемирных парусных игр 2006 года, одному из его основателей, Рене Гиретцленеру, пришла в голову идея «разработать в компании мобильные спортивные приложения с программным обеспечением для зрелости рынка». Вместе с Кристианом Кааром, другими последующими соучредителями Runtastic и их совместным профессором Университета прикладных наук Верхней Австрии Стефаном Селинджером был основан стартап tech2b «mSports», который предлагал отслеживание в реальном времени для автоспорта и парусные мероприятия. В феврале 2009 года стартап и его технология были преобразованы в Runtastic, что сместило акцент на более широкую демографическую группу бегунов, велосипедистов и туристов. Первоначально проект финансировался за счет средств, полученных от разработки других продуктов.
Четыре основателя компании, основанной в Пашинге в 2009 году, — это Флориан Гшвандтнер, Кристиан Каар, Рене Гирецленер и Альфред Люгер. В 2011 году в компании работало около 25 сотрудников, в 2013 году по всему миру было уже более 90 сотрудников. В 2013 году Axel Springer SE (в то время ещё Axel Springer AG) приобрела более 50,1 % акций Runtastic GmbH со стоимостью предприятия 22 миллиона евро. В феврале 2015 года глава отдела маркетинга компании Йоханнес Кнолль объявил, что Runtastic намерен в будущем выйти на рынок США, Азии и Бразилии. На тот момент в компании уже работало 100 сотрудников из 20 стран.
В 2015 году Adidas приобрел акции у Акселя Спрингера, частного инвестора, и основателей компании на общую сумму 220 миллионов евро, став единственным акционером с 5 августа 2015 года. Основатели компании продолжат управлять бизнес-деятельностью Runtastic в рамках Adidas Group.
В конце 2018 года предыдущий генеральный директор Флориан Гшвандтнер покинул компанию. Новым генеральным директором стал Скотт Данлэп.

## Продукты
Ассортимент продукции Runtastic включает в себя программное и аппаратное обеспечение:

### Приложения
Сердцем Runtastic GmbH является одноимённое приложение для смартфонов для iOS и Android. Приложение используется для записи различных показателей, таких как пройденное расстояние, преобразованная энергия пищи, скорость и т. д. при занятиях спортом, чтобы затем предоставить пользователю исчерпывающую статистику. Приложение Runtastic доступно как в бесплатной версии Lite, так и в платной версии Pro с дополнительным функционалом. Для iPhone приложение доступно на 18 языках. По состоянию на июль 2019 года приложение скачали более 300 миллионов раз. В дополнение к приложению Runtastic также доступно другое приложение, разработанное специально для тренировок с собственным весом.

### Фитнес-портал и блог
Фитнес-портал Runtastic.com позволяет загружать и анализировать записанные данные о фитнесе, а также делиться и сравнивать успехи тренировок в социальной сети с друзьями. В дополнение к бесплатному членству предлагается платное премиум-членство, которое предлагает пользователю, например, готовые планы тренировок, адаптированные к его цели, и более подробную статистику. Через фитнес-портал пользователь может подбодрить друзей или совершенно незнакомых людей во время их тренировки или получить от них поддержку (геймификация). В 2015 году была представлена «Рейтинговая таблица лидеров» — рейтинговый список для сравнения действий с действиями других.
В июле 2019 года веб-разработка была прекращена в пользу дальнейшей разработки мобильных приложений.
Runtastic ведет блог с советами и новостями для спортсменов на нескольких языках.
В сентябре 2019 года приложение Runtastic было переименовано в adidas Running by Runtastic. Приложение «Результаты» стало adidas Training by Runtastic.

### Оборудование
В конце 2011 года компания объявила, что хочет расширить ассортимент своих продуктов, включив в него аппаратное обеспечение. Они смогли реализовать этот план в начале 2012 года. Нагрудный ремень, часы с функцией GPS или весы для измерения жира можно приобрести в интернет-магазине. В июле 2014 года компания запустила Runtastic Orbit. Устройство носится на теле в виде браслета или клипсы и записывает все действия пользователя. Они варьируются от шагов до сна. Отображение самого оборудования остается простым, но гаджет дополняется приложением Runtastic Me. Это обеспечивает более привлекательное графическое представление записанных данных.

## Критика
Критика направлена на то, что энергетический обмен (производительный оборот) и расчет индекса массы тела основаны на обобщенной основе. С этой критикой приходится мириться и фитнес-браслету Runtastic Orbit. Измерения слишком неточны, и у него нет GPS, поэтому вам придется использовать другие устройства для занятий спортом, таких как езда на велосипеде или бег. В статье в еженедельнике Die Zeit, a.o. назвал Runtastic Orbit «электронными отходами» вместе с другими фитнес-браслетами в тесте. Это указывает на то, что «я все ещё жив. И время». Все остальное — лишь приблизительная оценка.
Как сообщает Spiegel Online, в 2013 году тестировщики из MediaTest Digital обнаружили уязвимость в системе безопасности программного обеспечения; Runtastic немедленно объявил об обновлении.
В 2021 году приложение Runtastic Steps окончательно отключили. Бывшие наручные часы Runtastic, принадлежащие компании, больше не поддерживаются новыми приложениями «adidas Running» и «adidas Training», а это означает, что они полностью теряют свою функцию и больше не могут использоваться даже как обычные часы, так как установка времени также через приложение должно было быть сделано.